# Novembre 1806

## Événements
- 4 novembre : les troupes françaises entrent à Poznań où elles reçoivent un accueil chaleureux[1]. Elles s’attendent à un soulèvement général des Polonais[2]. Napoléon déclare que la France est toujours hostile au partage de la Pologne, mais ne fait aucune promesse politique afin de ne pas souder contre lui les trois puissances partageantes[3].

- 6 - 7 novembre : victoire française sur la Prusse à la bataille de Lübeck[4].

- 19 novembre : mort de shah Alam II. Akbar Shah II devient empereur moghol sous la tutelle des Britanniques[5].

- 21 novembre : décret de Berlin codifiant le Blocus continental et fermant tous les ports européens aux vaisseaux britanniques[6]. Toute entrée de marchandises provenant du Royaume-Uni ou de ses colonies est interdite ; tout navire, de quelque pavillon qu'il soit, qui a relâché au Royaume-Uni est déclaré de bonne prise. Le décret s'applique à la France et à ses alliés. Bien qu’inégalement appliqué, il suscite deux graves crises au Royaume-Uni en 1806-1807 et 1810-1812. La Russie y participera après Tilsit.
  - Le royaume du Portugal refuse d'adhérer au Blocus continental. Le Prince-Régent tente de gagner du temps en envoyant des émissaires à l’empereur.

- 28 novembre : les troupes de Murat entrent à Varsovie[2] où l’aristocratie est hostile à Napoléon (les Bourbons, dont le comte de Provence, s’y sont réfugiés). La ville ne bouge pas. À Paris, Kosciuszko revendique un gouvernement de type britannique et un grand État s’étendant de Rīga à Odessa, ce que Napoléon ne peut admettre. Il joue la carte de la szlachta, l’aristocratie polonaise. Il obtient le ralliement du prince Józef Poniatowski (1763-1813), neveu du dernier roi qui avait combattu sous Kosciuszko[3].

- 29 novembre : prise de Iassy par les troupes Russes[7].

## Naissances
- 13 novembre : Philip de Malpas Grey Egerton (mort en 1881), paléontologue britannique.
- 18 novembre : Charles Léo Lesquereux (mort en 1889), paléobotaniste suisse.